# Eszkimó-köd
Az Eszkimó-köd (más néven NGC 2392 vagy Caldwell 39) egy planetáris köd a Gemini (Ikrek) csillagképben.

## Felfedezése
A ködöt William Herschel német-angol csillagász fedezte fel 1787. január 17-én.

## Tudományos adatok
Elnevezését annak köszönheti, hogy egy földi telepítésű távcsővel szemlélve egy szőrmés eszkimócsuklyára emlékeztet a köd. Az objektumot a középpontjában lévő csillagból sugárirányban kifelé mozgó anyagból álló gyűrű övezi. Ezek a gyűrűk mindössze néhány ezer éve váltak le a vörös óriás fázisban lévő csillagról, aki mérete miatt nem tudta megtartani külső burkait. A köd különböző kémiai elemeit is meg tudjuk határozni: a vörös a nitrogénnek, a zöld a hidrogénnek, a kék az oxigénnek, a lila pedig a héliumnak felel meg.
Abszolút magnitúdója 0,4 m, sugara 0,34 fényév.

## Megfigyelési lehetőség
Már egy kis méretű, 15 cm-es amatőrcsillagász távcsővel 100-szoros nagyításban is megfigyelhető. Jól bírja a nagyítást, 400x körül (ha a légkör is besegít) észrevehető az eszkimó arc.